# Mikkeli
Mikkeli (en sueco: Sankt Michel) es una ciudad finlandesa ubicada en el sureste del país. Capital administrativa de la región de Savonia del Sur. El centro de la ciudad está situado a orillas de la bahía de Savilahti, que forma parte del sistema lacustre de Saimaa, uno de los lagos más importantes de Finlandia. Además, la parte oriental de la ciudad limita con el sistema lacustre de Vuoksi, el cual, por su parte, desemboca en el lago Ládoga de la Karelia rusa.

## Geografía
El territorio de Mikkeli cuenta con unos 700 lagos y lagunas, y una extensión de 303.57 km².

## Historia
En los escritos más antiguos que se menciona la región donde se sitúa Mikkeli son los del Tratado de Nöteborg en 1323. La ciudad fue el cuartel general de Carl Gustaf Mannerheim, comandante en jefe del ejército finlandés, durante la Segunda Guerra Mundial. En 1997, Mikkeli se constituyó la capital de la provincia de Finlandia oriental (Itä-Suomen Lääni). Actualmente es un importante centro de comercio de la madera.
En esta ciudad nació el compositor Lauri Ikonen, así como los comisarios europeos fineses, tanto el actual Olli Rehn, como el anterior Erkki Liikanen, actualmente el director del Banco de Finlandia.

## Ciudad universitaria
A pesar de su pequeño tamaño, Mikkeli es un importante centro educativo de Finlandia, que además acoge todos los años a un importante grupo de estudiantes internacionales.

## Demografía
| Gráfica de evolución de Mikkeli entre 1980 y 2020 |
|                                                   |

## Galería

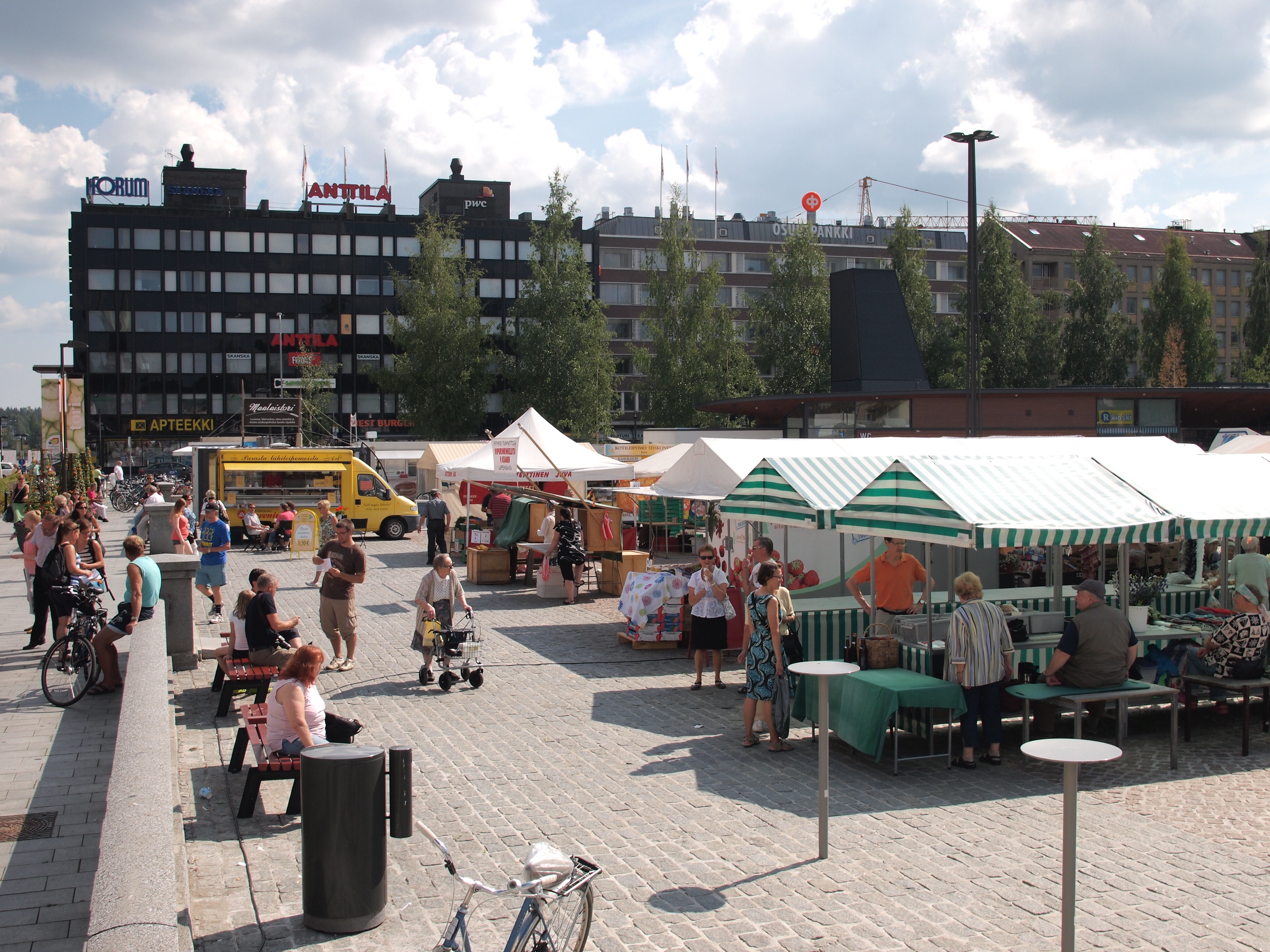
Plaza principal de Mikkeli
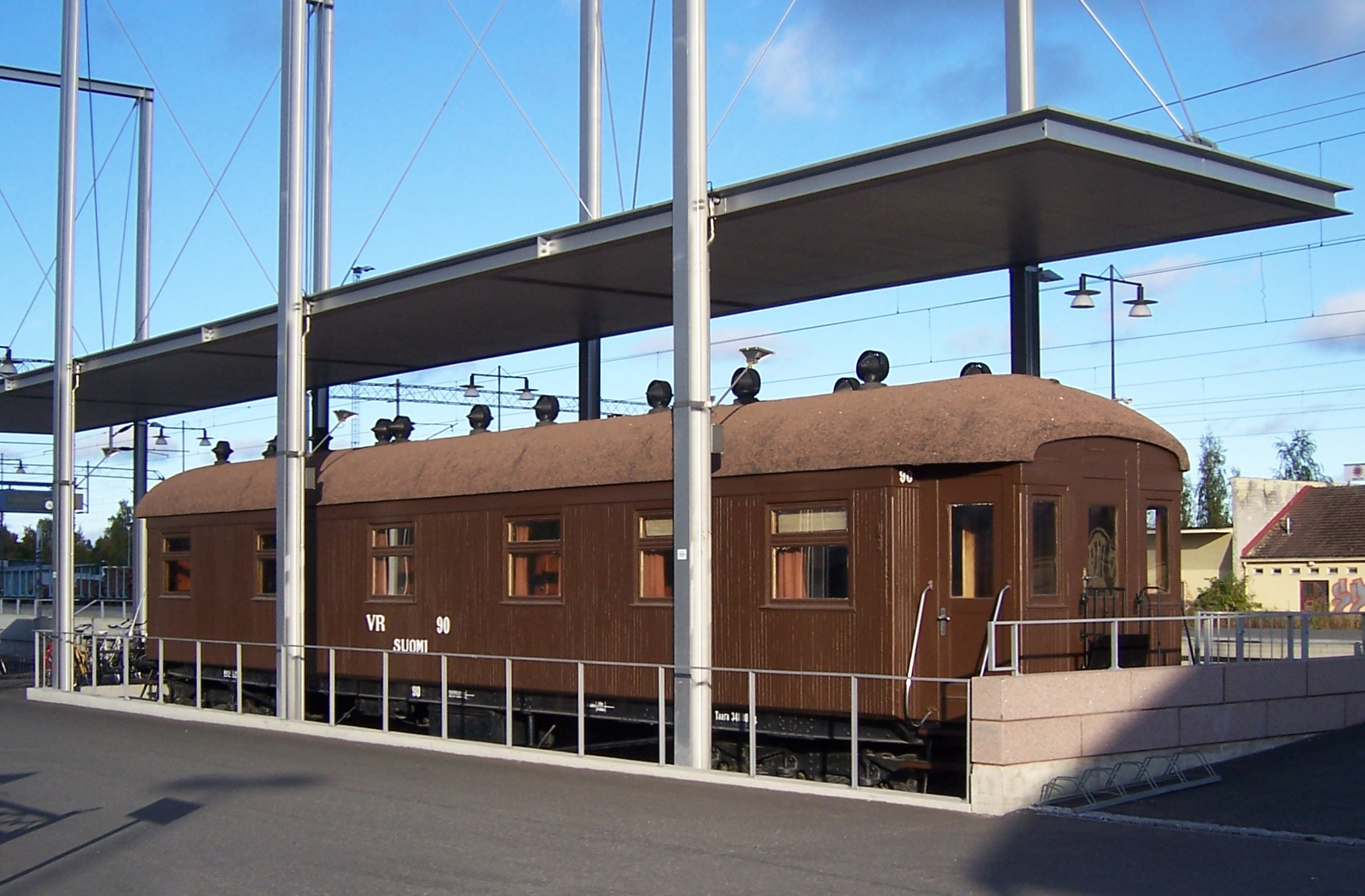
Carruaje de Mannerheim

## Distancia entre ciudades
- Heinola 95 km
- Helsinki 232 km
- Kuopio 163 km
- Lahti 130 km
- Lappeenranta 109 km
- Jyväskylä 115 km
- Pieksämäki 77 km
- Savonlinna 104 km
- Varkaus 90 km

## Ciudades hermanadas
Mikkeli está hermanada con las siguientes ciudades:
| - Békéscsaba - Borås - Luga - Molde | - Olonets - San Petersburgo - Vejle |